# حرب الأيلولة

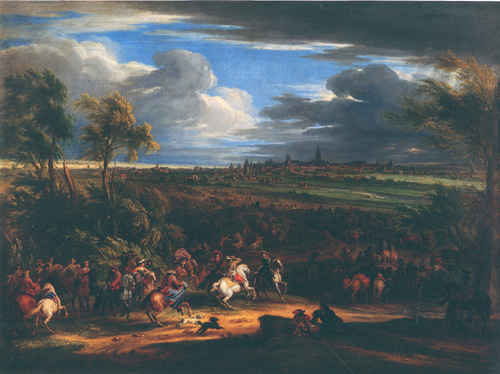

تمكنت فرنسا في حرب الأيلولة التي دارت خلال عامي 1667 و1668 من السيطرة على المحافظات المدارة من قبل الإسبان في كل من الأراضي المنخفضة الإسبانية وفرانش كونته. وفقًا لقانون «حق الأيلولة» الغامض، زعم لويس الرابع عشر ملك فرنسا «أيلولة» ملكية هذه المحافظات إليه بسبب زواجه من ماريا تيريزا الإسبانية.
واجه الفرنسيون مقاومة طفيفة لكنهم تمكنوا من استعادة أغلب مكتسباتهم عن طريق معاهدة إكس لا شابيل الموقعة في مايو من عام 1668. اتفق لويس الرابع عشر والإمبراطور ليوبولد الأول على بنود هذه الاتفاقية في يناير من عام 1668، وعُزز هذا الاتفاق عن طريق التحالف الثلاثي الذي تم بين إنجلترا والسويد وجمهورية هولندا.
على الرغم من كونه صراعًا طفيفًا، فقد حدد هذا الصراع نقطة انكسار الحلف طويل الأمد بين فرنسا وجمهورية هولندا وكانت أولى الحروب التوسعية التي خاضها الملك لويس الرابع عشر والتي مكنته من الهيمنة على أوروبا لفترة 50 سنة لاحقة.

## خلفية
تزوج لويس الرابع عشر ملك فرنسا من ماريا تيريزا الابنة الكبرى لفيليب الرابع ملك إسبانيا، وذلك تطبيقًا لأحد بنود صلح البرانس الذي أنهى الحرب الفرنسية الإسبانية. على الرغم من الضعف الذي نال من الإمبراطورية الإسبانية بعد قرن من الصراعات، فقد بقيت هذه الأمبراطورية كواحدة من الاتحادات العالمية ذات التأثير الكبير. تخلت ماريا تيريزا عن حقوقها في الميراث لمنع استحواذ فرنسا على الإمبراطورية الإسبانية، في المقابل، وُعد لويس بمؤخر صداق قدره 500,000 إيكوًا ذهبيًا، ولم يُدفع هذا المبلغ الهائل لأحد من قبل.
بعد موت الكاردينال مازارين في 1661، سيطر الملك لويس على الدولة وشرع بتطبيق سياسة توسعية. أشار وزير المالية آنذاك، جان بابتيست كولبي، إلى احتياج الاقتصاد الفرنسي إلى الأراضي الإسبانية المنخفضة للنمو والازدهار، مشيرًا إلى البدء بصراع مع كل من إسبانيا والإمبراطور ليوبولد وجمهورية هولندا، والتي ترتبط بحلف طويل الأمد مع فرنسا. ساهمت معاهدة سلام مونستر، الموقعة في عام 1648 والتي أكدت استقلال هولندا، في سيطرة أمستردام على طرق التجارة المارة خلال الجزء الشمالي الغربي لأوروبا، وذلك عن طريق إغلاق مصبات نهر سخيلده بشكل نهائي. كان الحفاظ على هذا الاحتكار التجاري من أولويات الهولنديين.
بحلول عام 1663، استنتج الملك لويس أن مجلس طبقات الأمة الهولندي لن يوافق مطلقًا على مطالبه، لذا فقد ابتدأ بالتخطيط للاستحواذ على الأراضي المنخفضة الإسبانية مع استمراره بالمفاوضات لتجنب إثارة الشكوك. وفقًا للمعاهدة الفرنسية الهولندية الموقعة في باريس في عام 1662، دخلت فرنسا إلى الحرب الإنجليزية الهولندية الثانية في 1665، موفرةً عذرًا للتحشيد العسكري الذي سيُصعب من معارضة الهولنديين للملك لويس. توفي فيليب في سبتمبر، تاركًا ابنه كارلوس الثاني البالغ من العمر أربع سنوات كملك لإسبانيا وأرملته ماريانا النمساوية كوصية على العرش. في حالة موت كارلوس الثاني، تؤول الإمبراطورية الإسبانية إلى ليوبولد.
ادعى المحامون الفرنسيون أنه وبسبب عدم دفع قيمة مؤخر الصداق للملك لويس، فإن هذا يُبطل تنازل ماريا تيريزا عن حقها في الميراث ويؤدي هذا بدوره إلى «أيلولة» حقوقها في ملكية الإمبراطورية إلى الملك لويس وفقًا لقانون «حق الأيلولة» الغامض الذي يقصر حق الوراثة على الأطفال الناتجين من الزواج الأول فقط. وعلى هذا الأساس، استحوذ الملك لويس على معظم الأراضي المنخفضة الإسبانية، ومن ضمنها دوقيتي برابنت وليمبورغ ومدن كامبريه وأنتويرب وميشيلين وخيلدرلند العليا ومقاطعات نامور وأرتوا وهينو والممتلكات المتعلقة بها. رُفض تطبيق هذا القانون من قبل ليوبولد وماريانا على اعتباره نافذًا في باربنت ونامور وهينو والأراضي الخاصة المتعلقة بها فقط ولا يعد من الحقوق الإقطاعية لكنه منح الملك لويس تبريرًا قانونيًا.
بعد معرفتها بنوايا الفرنسيين، بادرت حكومة ماريانا لإنهاء حرب الاستعادة البرتغالية والموافقة على التحالف مع إنجلترا وكسر العلاقة الفرنسية الهولندية. جابه الملك لويس هذه المبادرات بعدد من التحركات الدبلوماسية، والتي تضمنت توقيع معاهدة لشبونة في عام 1667، والتي تحالف فيها مع البرتغال ضد إسبانيا، إضافة إلى دفع الأموال لبعض الأنصار المحتملين مثل مرغريفية براندنبورغ للبقاء على الحياد. انشغل ليوبولد بالحرب التركية العظمى، في حين مدد وزير الخارجية هيوغ دي ليون فترة صلاحية عصبة الراين إلى عام 1668.
في الثامن من مايو، قرأ جميع السفراء الفرنسيين في أوروبا بيانًا يدّعون فيه استحواذ الملك لويس على أراض تعود له وفقًا للقانون. في منتصف شهر مايو، اجتمعت جمهورية هولندا مع اتحاد الدنمارك-النرويج وفرنسا وإنجلترا في بريدا للتباحث حول إنهاء الحرب الإنجليزية الهولندية. قبل هذا الاجتماع بفترة قصيرة، علم المتقاعد الأكبر، يوهان دي ويت، باتفاق لويس وكارلوس على الشروط مقدمًا، مما زاد ضغط عدم مجابهة المطامع الفرنسية في الأراضي المنخفضة الإسبانية.
ساهم الهجوم الفرنسي الوشيك في إنهاء التردد الإسباني لقبول سيادة البرتغال؛ إذ منحت الاتفاقية الإنجليزية الإسبانية، الموقعة في 23 مايو 1667 في مدينة مدريد، امتيازات تجارية هائلة للإنجليز في مقابل مساعدتهم لهم في إنهاء الحرب مع البرتغال.

## الحرب

### من مايو إلى سبتمبر 1667؛ الأراضي المنخفضة الإسبانية
الأراضي المنخفضة الإسبانية، أو كما يُشار إليها باسم «فلاندرز»، هي منطقة صغيرة جغرافيًا، تُهمين عليها القنوات المائية والأنهار. نُقلت السلع والإمدادات عن طريق المياه حتى إنشاء سكك الحديد في القرن التاسع عشر. ركزت الحملات العسكرية في هذه المنطقة على السيطرة على النقاط الحصينة الممتدة على طول الأنهار مثل أنهار الميز وليس وسامبر.
بدأ ميشيل لو تايلر بسلسلة من الإصلاحات العسكرية بعد عام 1659 والتي زادت من احترافية الجيش الفرنسي وحسّنت من دعمه اللوجستي. سمح هذا لهم بتحشيد عدد أكبر من الجنود في ساحات القتال ولفترات أطول؛ إذ امتلك الجيش الفرنسي 80,000 جندي من القوات المخولة للقتال، نُشر 51,000 جندي منهم في الحملة العسكرية.
عُيّن تورين كقائد أعلى للجيش وتكونت القوة التابعة له من 35,000 جندي وتمركز سلاح المدفعية حول شارفيل-ميزيير على نهر الميز. استعد 9000 آخرون تحت إمرة أنطوان دي روشبارون للتقدم نحو نهر ليس عن طريق مدينتي كورتريك وأودينارد. تمركز فرانسوا دي كريكي مع 6000 من جنود سلاح الفرسان الخفيف في سيرك لي بان لتأمين جوانبهم من هجوم ألماني محتمل. عبر الفرنسيون الحدود في 24 من مايو برفقة الملك لويس وحاشيته.
طالب الحاكم الإسباني كاستيلو رودريغو بدعم مالي إضافي من العاصمة مدريد بعد معرفته بتحضيرات الجيش الفرنسي. على الرغم من إنفاقها 1.5 مليون إسكودًا على زفاف إبنتها، فقد زادت ماريانا عدد الجنود المتاحين للحاكم كاستيلو من 11,000 في منتصف عام 1666 إلى 27,000 بحلول أبريل من عام 1667.
على الرغم من عدم كفاية هذه الأعداد للدفاع عن جميع المواقع، فلم يكن الإسبان بحاجة إلى فعل ذلك من الأساس. تقبل الإسبان فكرة عدم صمود أعتى التحصينات أمام هذا المد الفرنسي وكان هدفهم الأساسي هو تعطيل هذه القوات لحين تحريك الأرصدة الاحتياطية من قبل المدافعين أو إيجاد حل دبلوماسي. كان الاستيلاء على المدن أمرًا سهلًا نسبيًا، لكن مسكها كان أصعب بكثير، إذ أضعفت كل حامية عسكرية من قدرة الجيش في ساحة المعركة وقد واجه الفرنسيون هذه المعضلة الاستراتيجية خلال القرن اللاحق وفي ساحة الحرب نفسها.
كانت مهمة تورين الأولى هي مدينة شارلوروا، التي مثلت قاعدة إمدادات إسبانية مهمة ولم يتمكن كاستيلو رودريغو من الحفاظ عليها مما اضطره للانسحاب إلى مدينة بروكسل بعد تدمير تحصيناتها. في الثاني من يونيو، عُين دي مونتال كحاكم فرنسي وأعطي حامية عسكرية تحتوي على 3000 جندي وبدأ المهندس العسكري فوبان بإعادة بناء تحصيناتها. مع نهاية شهر يوليو، استولى روشبارون على تورناي وكورتريك وأودينارد، في الوقت ذاته، تقدم تورين نحو ديندرموند للاستيلاء على أنتويرب.
في 31 يوليو، وُقعت اتفاقيات سلام في مدينة بريدا وبدأ الهولنديون بمباحثات مع الإنجليز والإسبان لتشكيل تحالف دبلوماسي ضد فرنسا. في الوقت ذاته، فتح كاستيلو رودريغو الدفاعات المائية على مصراعيها، مما تسبب بطوفان الأرض وإيقاف التقدم الفرنسي. انسحب تورين وفي 10 أغسطس، حاصر مدينة ليل عاصمة الإقليم الوالوني والتي مثلت مركزًا تجاريًا مهمًا.
سُمح لجنود الحامية العسكرية بالانسحاب بعد استسلامهم في 28 أغسطس. بعد ثلاثة أيام من هذا، اصطدم دي مارشان وبرفقته قوة إغاثة إسبانية قوامها 12,000 بكتيبة فرسان فرنسيين على طريق مدينة بروج. أُمر بلفوند ودي كريكي بمنع هؤلاء الجنود من الهروب، فأوقعا قرابة 2000 قتيل منهم. في أوائل عام 1668، مُنح بلفوند ودي كريكي مرتبة مارشال فرنسا من قبل الملك لويس. في 12 سبتمبر، تمكن تورين من السيطرة على مدينة الست دون أن يتكبد جنوده خسائر عسكرية تذكر، لكنهم عانوا من المرض كثيرًا. في أوائل أوكتوبر، انتهت الحملة بسبب حلول فصل الشتاء.